# Sa mu
Sa mu hay còn gọi sa mộc, thông mụ (danh pháp khoa học: Cunninghamia lanceolata) là một loài thực vật hạt trần trong họ Cupressaceae. Loài này được Lamb. Hook. mô tả khoa học đầu tiên năm 1827.